# Gonéri Haoussa
Gonéri Haoussa (auch: Gonéri, Zonéri Haoussa) ist ein Dorf in der Landgemeinde Malawa in Niger.

## Geographie
Das von einem traditionellen Ortsvorsteher (chef traditionnel) geleitete Dorf befindet sich rund fünf Kilometer östlich des Hauptorts Malawa der gleichnamigen Landgemeinde, die zum Departement Dungass in der Region Zinder gehört. Eine weitere Siedlung in der Umgebung von Gonéri Haoussa ist Baraguini im Südosten.
Gonéri Haoussa ist Teil der Übergangszone zwischen Sahel und Sudan. Die durchschnittliche jährliche Niederschlagsmenge beträgt hier zwischen 400 und 500 mm.

## Bevölkerung
Bei der Volkszählung 2012 hatte Gonéri Haoussa 487 Einwohner, die in 89 Haushalten lebten. Bei der Volkszählung 2001 betrug die Einwohnerzahl 377 in 65 Haushalten und bei der Volkszählung 1988 belief sich die Einwohnerzahl auf 478 in 116 Haushalten.
Die Bevölkerungsdichte in diesem Gebiet ist mit über 100 Einwohnern je Quadratkilometer hoch.

## Wirtschaft und Infrastruktur
Das Gebiet der Ebenen im Süden der Region Zinder, in dem Gonéri Haoussa liegt, ist von einer anhaltenden Degradation der ackerbaulichen Flächen gekennzeichnet, die mit der hohen Bevölkerungsdichte in Zusammenhang steht. Im Dorf wird ein Wochenmarkt abgehalten. Der Markttag ist Dienstag. Es gibt eine Schule.